# Condado de Gyantse
Gyantse (en tibetano, རྒྱལ་རྩེ་ ; wylie, rgyal rtse, pinyin tibetano, Gyangzê ; en chino, 江孜镇; pinyin, Jīangzǐ) es un condado perteneciente a la Ciudad-prefectura de Shigatse en la Región autónoma del Tíbet, República Popular China. La ciudad yace a 4000 m s. n. m. en las riberas del río Nyang Chu, un tributario del  Brahmaputra . Su área es de 3849 km² y su población para 2020 superó los 68 mil habitantes.

## Administración
El condado Gyantse se divide en 19 pueblos que se administran en 1 poblado (sede de gobierno que es Gyantse) y 18 villas:

Gyantse
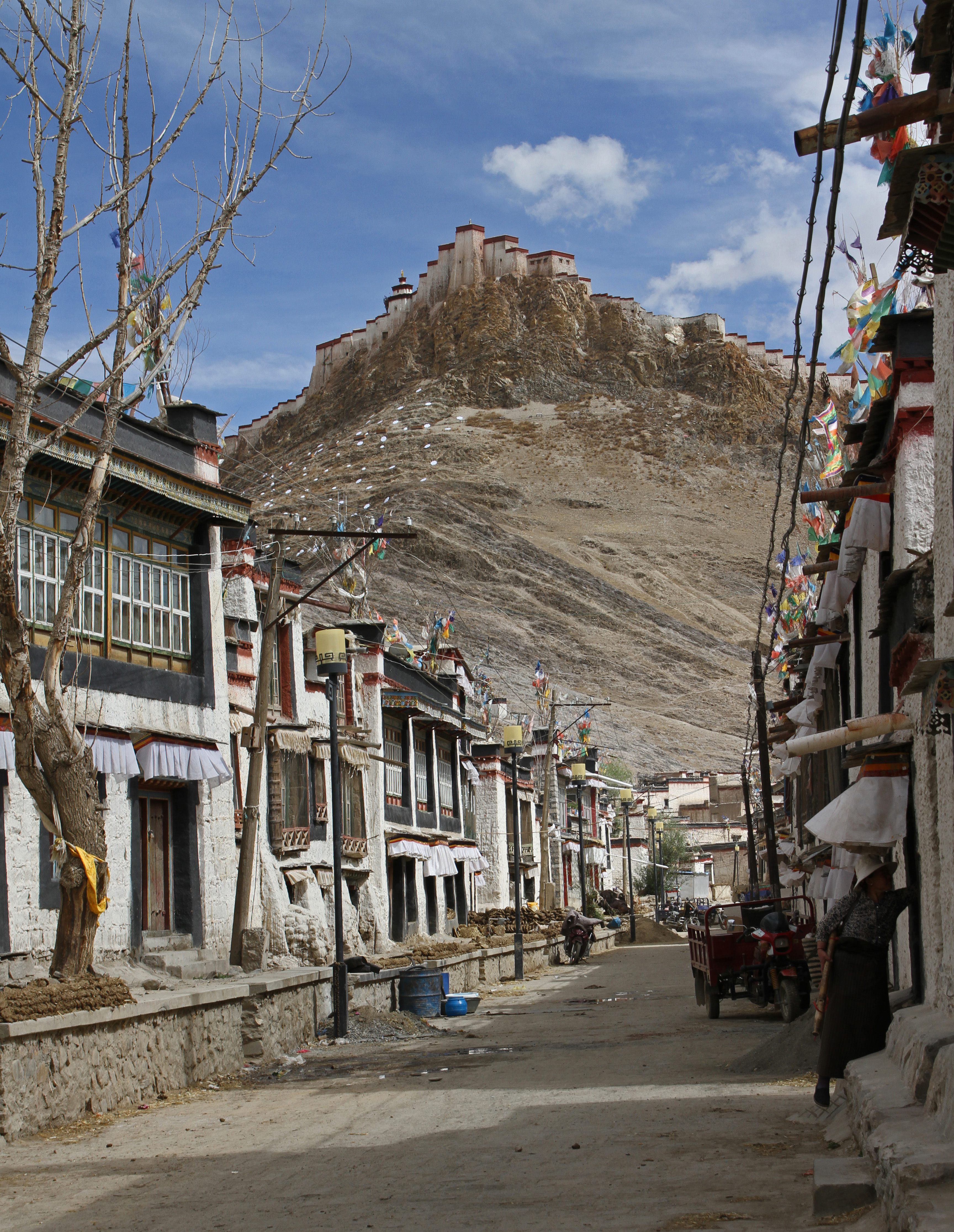
Dzong
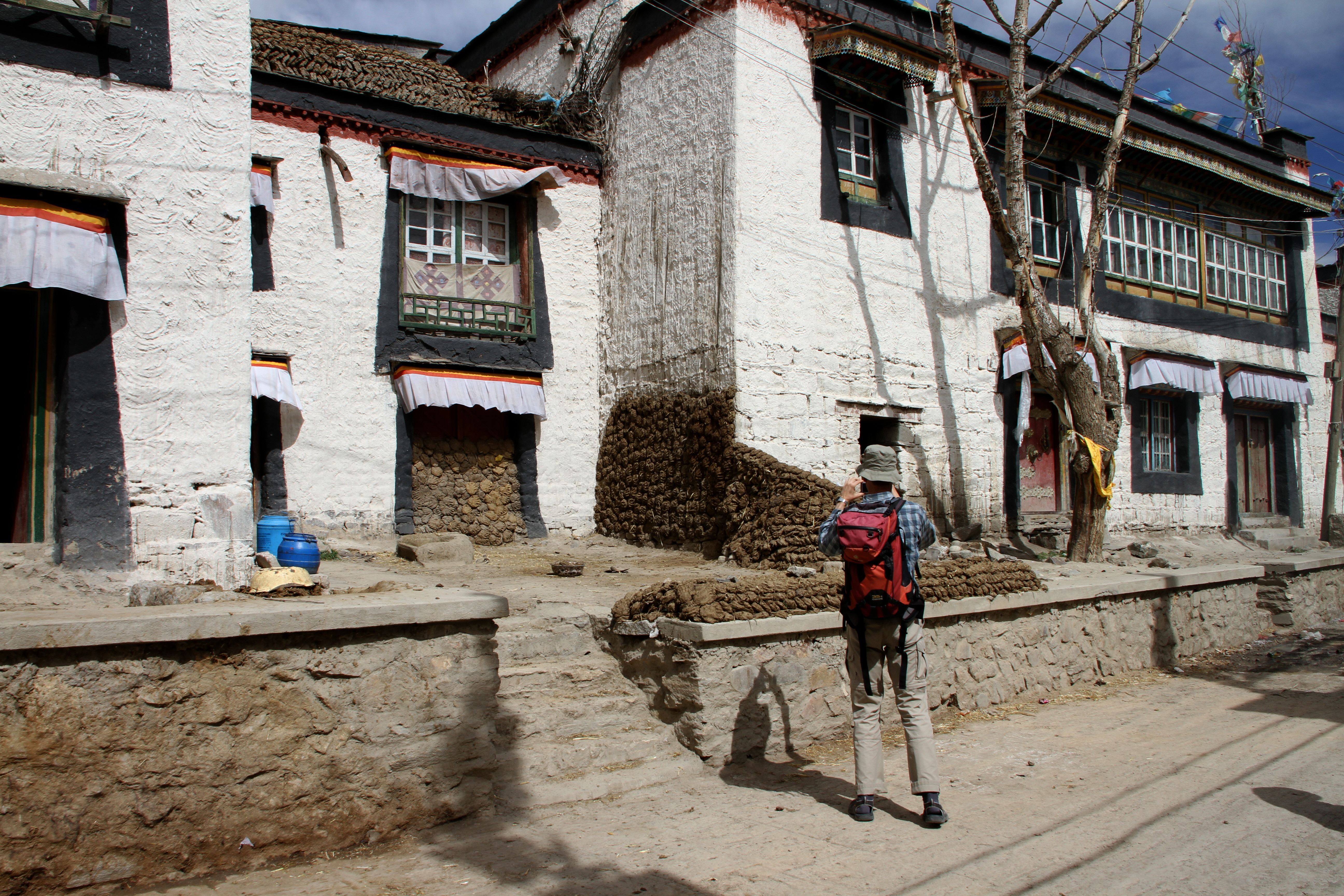
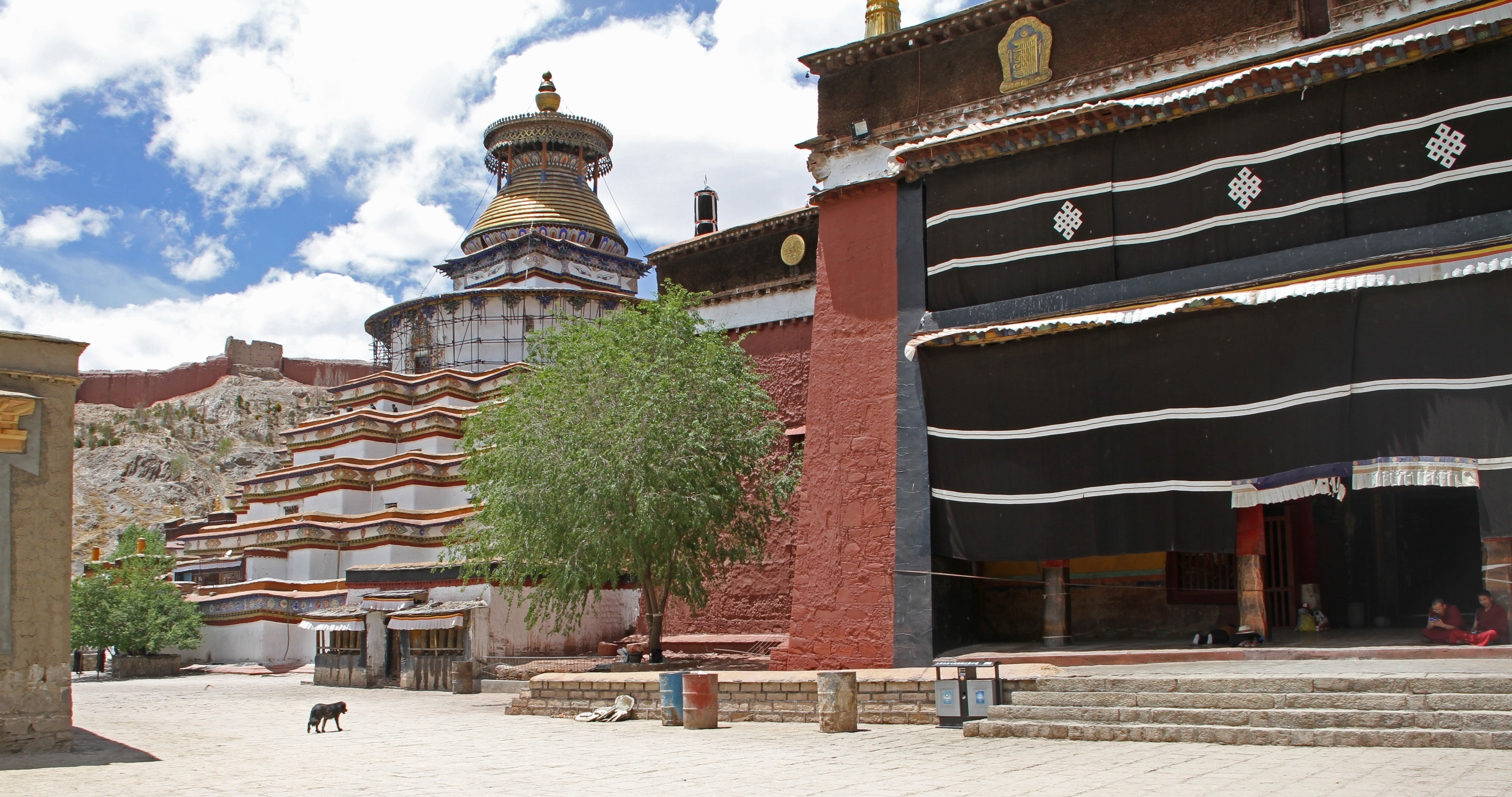
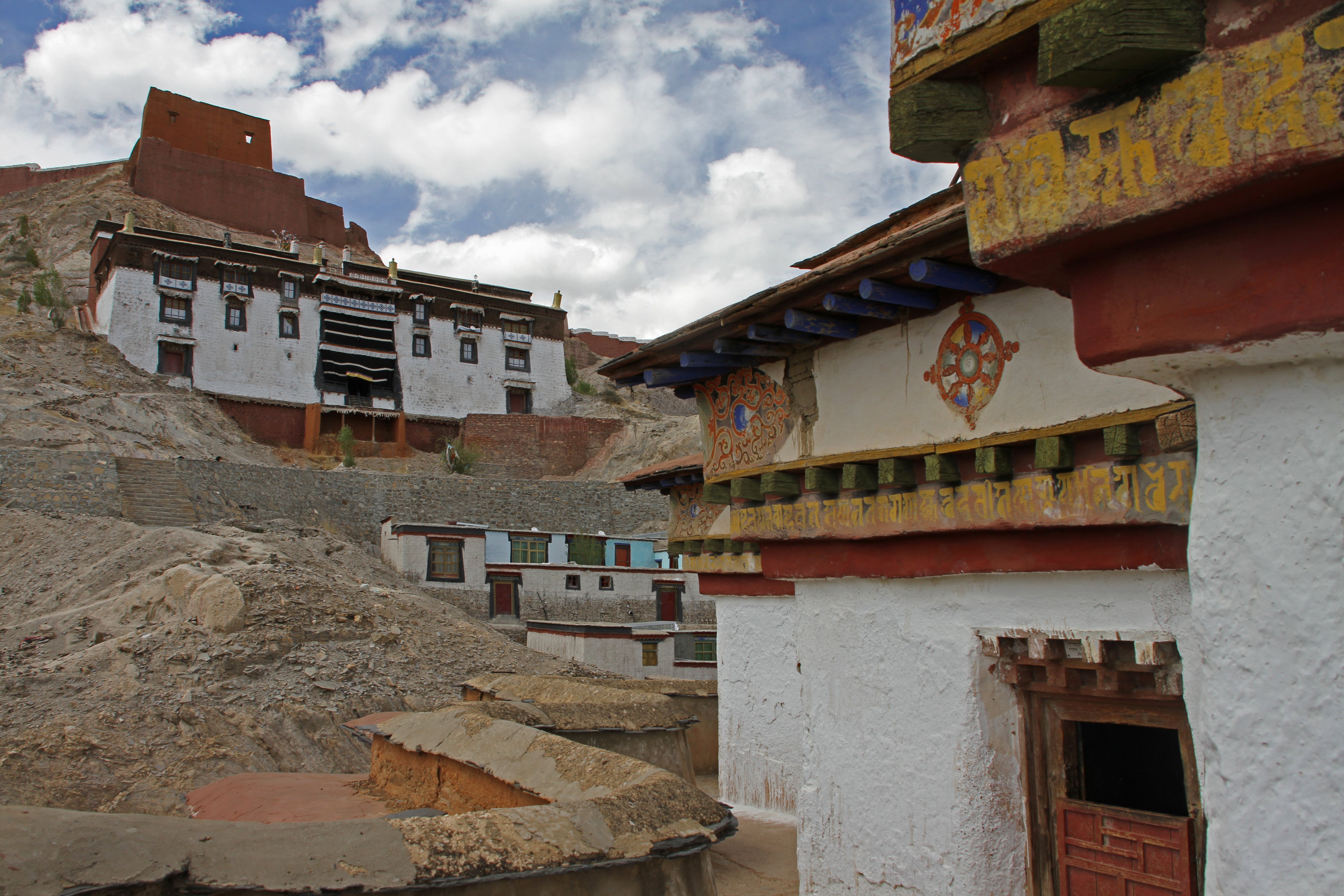
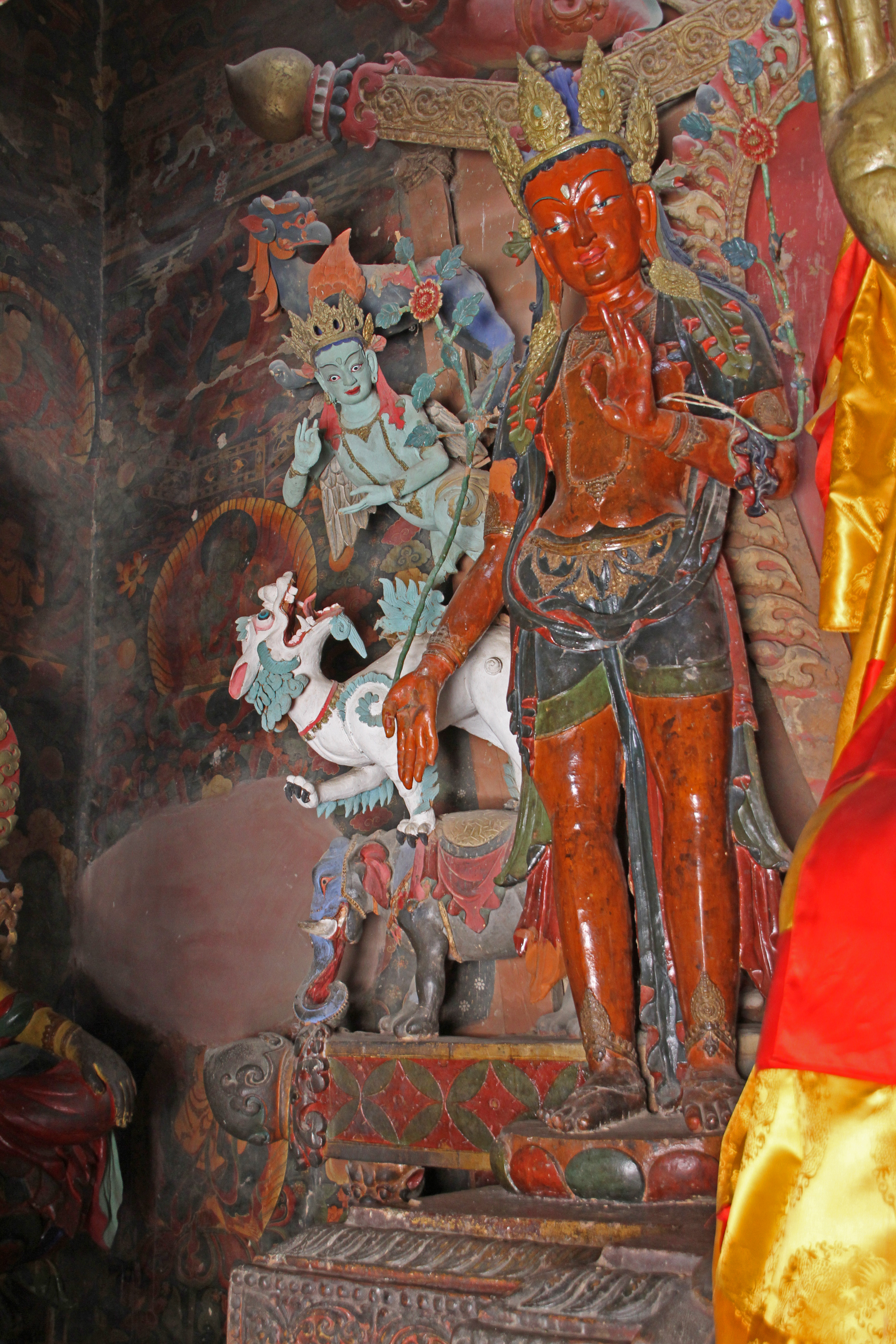
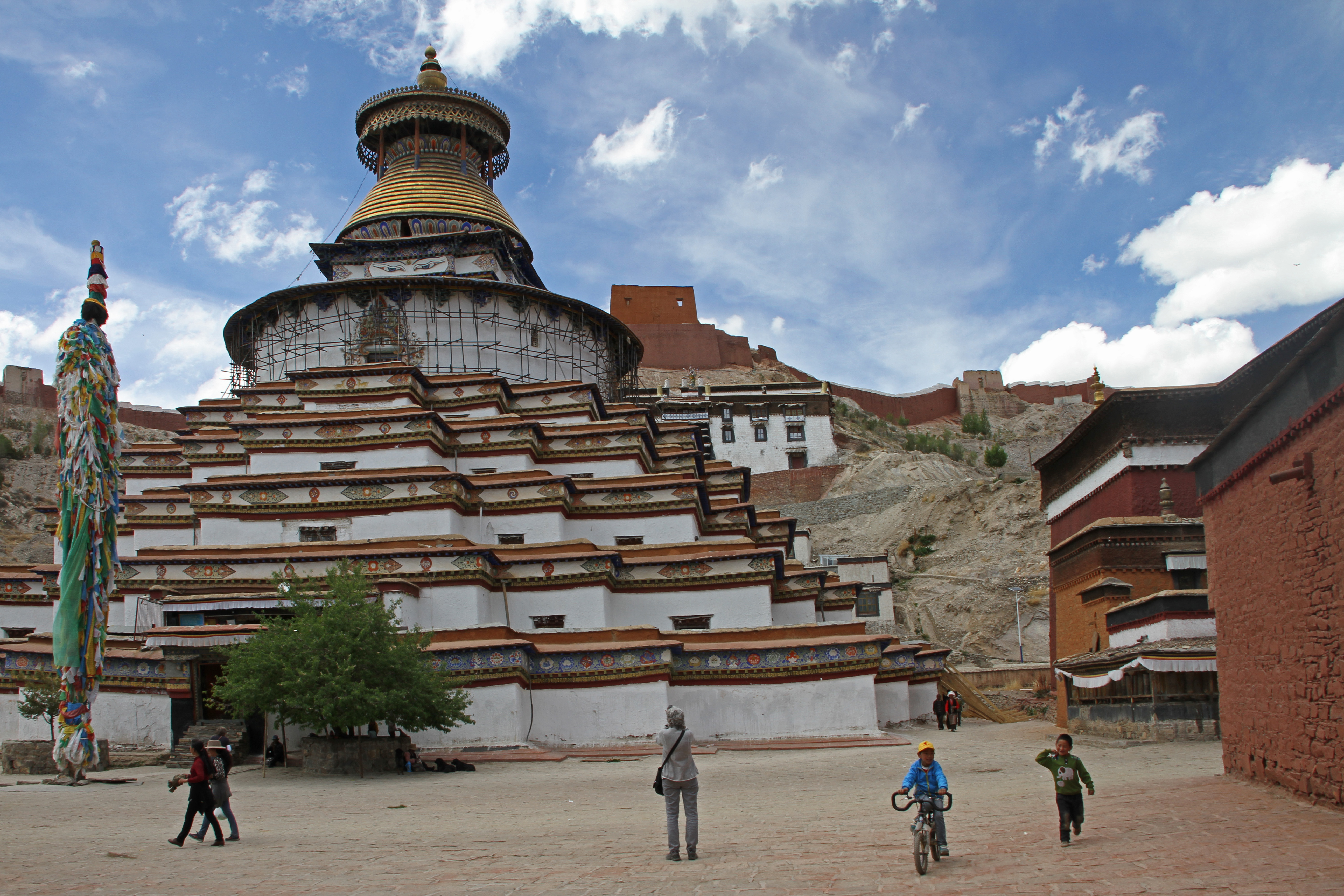
Kumbum

- Poblado Gyangzê (རྒྱལ་རྩེ་, 江孜镇)
- Villa Naröl (ན་རོལ་, 纳如乡)
- Villa Kardoi (མཁར་སྟོད་, 卡堆乡)
- Villa Karmai (མཁར་སྨད་, 卡麦乡)
- Villa Tsangkha (གཙང་ཁ་, 藏改乡)
- Villa Rinang (རི་ནང་, 日朗乡)
- Villa Dagzê (སྟག་རྩེ་, 达孜乡)
- Villa Rasog (ར་སོག་, 热索乡)
- Villa Drongtsé (འབྲོང་རྩེ་, 重孜乡)
- Villa Lungmar (ལུང་དམར་, 龙马乡)
- Villa Tsechen (རྩེ་ཆེན་, 紫金乡)
- Villa Jangra (ལྕང་ར་, 江热乡)
- Villa Nyangdoi (མྱང་སྟོད་, 年堆乡)
- Villa Kangco (གངས་མཚོ་, 康卓乡)
- Villa Gyinkar (དཀྱིལ་མཁར་, 金嘎乡)
- Villa Rizhing (རི་ཞིང་, 日星乡)
- Villa Ralung (ར་ལུང་, 热龙乡)
- Villa Charing (ཁྲ་རིང་, 车仁乡)
- Villa Jaggyê (ལྕགས་སྒྱེ་, 加克西乡)

- Gyantse
- Dzong
- Kumbum